# حدود شانغريلا
حدود شانغريلا هي سلسلة روايات على الإنترنت يابانية من تأليف كاتارينا، نشرت على موقع شوسيتسوكا ني نارو في مايو 2017. تم تحويلها لمسلسل أنمي من قبل استوديو سي 2 سي في 2023.

## الجوائز والترشيحات
| قائمة الجوائز والترشيحات | قائمة الجوائز والترشيحات | قائمة الجوائز والترشيحات               | قائمة الجوائز والترشيحات | قائمة الجوائز والترشيحات | قائمة الجوائز والترشيحات |
| السنة                    | الجائزة                  | الفئة                                  | المستلم                  | النتيجة                  | م.                       |
| ------------------------ | ------------------------ | -------------------------------------- | ------------------------ | ------------------------ | ------------------------ |
| 2025                     | جوائز كرانشي رول للأنمي  | أفضل أنمي إيسيكاي (خيالي)              | حدود شانغريلا - موسم 2   | رُشِّح                      | [ 3 ]                    |
| 2025                     | جوائز كرانشي رول للأنمي  | أفضل اداء صوتي - البرتغالية البرازيلية | سيلسو هنريكي             | رُشِّح                      | [ 3 ]                    |